# Poggiomarino
Poggiomarino est une commune italienne de la ville métropolitaine de Naples, dans la région de Campanie.

## Géographie
Situé à la limite orientale de la vallée du Sarno, au pied du Vésuve, le territoire de la commune a une forme polygonale semblable à celle d'une botte, plutôt plat et une légère inclinaison de l'ouest vers l'est et le fleuve Sarno. 
Elle est bordée au nord par les communes de Palma Campania et San Giuseppe Vesuviano, à l'est par Striano, au sud par Scafati, San Valentino Torio et Boscoreale, à l'ouest par Terzigno.

## Histoire
La population indigène du territoire actuel de Poggiomarino étaient les Sarrastes. Les premières implantations remontent à l'âge du bronze moyen (environ 1350 av.J-C.) jusqu'au début du VIe siècle av. J.-C., comme en témoignent les extraordinaires découvertes de l'an 2000 lors de la construction de la station d'épuration sur le fleuve Sarno : dans le village de « Longola » a été découvert accidentellement un village  datant du Bronze moyen avancé. Construit sur un réseau d'îlots et de canaux artificiels navigables, dont les berges étaient renforcées par des poteaux plantés sur le fond des marécages et des planches de chêne.
Les Sarrastes se déplaçaient grâce à des bateaux longs et étroits taillés dans des troncs : un dock a été identifié avec au moins deux pirogues encore amarrées aux poteaux.
Ce village, fouillé dans les années 2000 par l'archéologue française Claude Albore Livadie, s'est révélé être un des plus anciens et des mieux conservés mis au jour en Italie. Un parc archéologique a été inauguré le 10 février 2018.   
L'histoire moderne de la ville est inextricablement liée à celle de Striano, l'ancien chef-lieu. L'origine de la Poggiomarino moderne est due à la construction, à la fin du XVIe siècle, du « canal comte de Sarno », une œuvre d'ingénierie hydraulique, commandée par le noble comte  de Sarno Muzio Tuttavilla. En 1553, le comte acheta le fief de Torre Annunziata et décida d'y porter les eaux du Sarno pour alimenter les moulins de la région. Les travaux commencèrent en 1592  et les ouvriers engagés dans la construction construisirent des maisons, précaires au début, plus stables ensuite, autour d'une taverne, la « Taverna Penta », qui donna son nom au village.
Au cours de l'éruption du Vésuve de 1631, la population des villages proches du volcan fut forcée à déménager dans une zone plus sûre, contribuant ainsi à accroitre la population du village.  En 1726 l'auberge était entourée de quelques maisons et d'une chapelle dédiée à saint Antoine de Padoue, sous la juridiction du pasteur de l'église de Saint-Jean-Baptiste de Striano .
En 1738, le bourg prit le nom de Poggio Marino, du nom de Giacomo de Marinis, un riche marchand génois qui avait racheté la principauté de Striano et le marquisat de Genzano. Dans la même période, le prince de Marinis fit construire en ville le palais qui porte aujourd'hui son nom et invita grand nombre de paysans pour cultiver ses vastes terres de Longola, leur offrant les maisons qu'il avait fait édifier dans les campagnes : en peu de temps, le bourg augmenta rapidement sa population jusqu'à compter 2 000 habitants en 1804,.

## Administration
| Période                                  | Période  | Identité              | Étiquette       | Qualité |
| ---------------------------------------- | -------- | --------------------- | --------------- | ------- |
| 30/05/2011                               | En cours | Pantaleone Annunziata | Parti démocrate | maire   |
| Les données manquantes sont à compléter. |          |                       |                 |         |

### Hameaux
Flocco, Fornillo.

### Communes limitrophes
Boscoreale, Palma Campania, San Giuseppe Vesuviano, Scafati, Striano, Terzigno.